# Koppang
Koppang is de hoofdplaats van de Noorse gemeente Stor-Elvdal, provincie Innlandet. De plaats ligt aan fylkesvei 30 op de oostoever van de Glomma. Koppang telt 1153 inwoners (2007) en heeft een oppervlakte van 2,18 km².